# Malin Ruths
Malin Ruths, även kallad Malin Ruthz, född 1591, död på Sötången på Tjörn den 27 januari 1672, var en svensk kvinna som avrättades för häxeri i Bohuslän under Det stora oväsendet 1668–1676. Hon var den tredje person som anklagades i Bohuslän under det stora oväsendet, och processen mot henne varade i tre års tid. Hon tillhör de mer kända profilerna i det stora oväsendet i Bohuslän.
Malin Ruths var en av de många personer som utpekades för häxeri av Ragnille Jens Swensis. Hon anklagades för att ha förvandlat sig till en katt och för att ha förorsakat brist på fiske utanför Bohuslän genom att ha ha placerat ut magiska kopparhästar i havet. Hon utmålades som en av de värsta häxorna, och hennes namn förekommer i många av de följande häxprocesserna, då hon utpekades som medbrottsling av många personer som åtalades för häxeri efter henne, och därför hölls kvar i fängelse under flera års förhör i samband med andra fall. 

## Biografi
Malin Ruths var vid tiden för åtalet änka efter Niels Ruths. Hon var kunnig inom läkekonst, och verksam som så kallad "klok gumma" och tycks sedan länge haft rykte om sig att ägna sig åt trolldom. 

### Arrestering och åtal
Hon angavs som trollpacka av  Ragnille Jens Swensis.
Ragnille Jens Swenses hade arresterats i juli 1669 efter att ha angivits av Anna i Holte. 
Under förhör uppgav Ragnille att hon varit anställd som piga hos en kvinna som hette Blix i Sandborgen för 30 år sedan. På den tiden hade de besökt Malin Ruths, som låg i sängen våt och med brutet ben. Malins ben ska ha slagits sönder med en spann som Malins man kastade på Malin när Malin satt på kanten av brunnen i skepnad av en katt, så hon föll ned i katten och bröt benet. Ragnille uppgav att detta var en historia som varit vida känd i Marstrand på den tiden. Hon uppgav att Malin Ruths var den verkliga mästaren bland trollpackor. 
Ragnille anklagade Malin för att ha förorsakat dålig fiske, och sade om Marit Byskrifuers: "ja, hon haver gjort mycket ont. Kanske tör hon väl vara orsak till att folk äro omkomne på vattnet. Låten kalla henne och Malin Ruthz här upp för rätten, då vill jag stå dem bägge till svars, och säga dem sådane ord "så de skole Skielfve och grufve sigh dher widh. Jagh will dö der på, att de begge ähre mycket wärre ähn Jagh. Kaniskee för sådane och fleres skulld, hafue wij dhet wij hafuer, at fisken er gången ifrån Landet." 
Malin Ruths konfronterades med Ragnille Jens Swenses, som anklagade henne för att använt trolldom sedan hon flyttat till staden och upprepade historien om hur Malin förvandlat sig till en katt. Då svarade Malin att det var länge sedan det skedde, och anklagade Ragnille för att vara en trolldjävul. 
Ragnille anklagade sedan Malin för att ha skapat dåligt fiske, "dragit sillen från land", genom att förtrolla vattnet genom att "kopparhästar i vattnet för dem": 
"Du ähr en Trolldiefuell och min Cammerat, som Anna i Holte sade till migh och långt wärre, thy du est een af dom som holler fisken ifrån Landet, och hafuer warit med att nedersatt Kopperheste i watnet för dhem".
Ragnille sade också att Malin hade tagit all lycka från henne alltsedan den dag hon fört pengar till Malin, och att Malin hade "förrått sin förste man Niels Ruth och pinte honom ihjäl".  
En annan av åtalspunkterna var hennes utövande av läkekonsten. 
Malin nekade till alla anklagelser och sade att Gud skulle fria henne. Hon blev sedan fängslad. Magin med kopparhästarna betraktades som ett brott mot näringslivet, och hon belades med bojor i fängelset. 

### Första rättegången
Malin Ruthz uppgav 9 juli att katten på brunnen inte var henne, utan en gammal historia som berättats om Malin Michels, som sagt att den ägt rum på Jylland. Hon begärde sedan själv att undergå vattenprovet för att bevisa sin oskuld, och att det därefter skulle utfärdas ett brev som skyddade henne och hennes barn från vidare besvär. Rätten gav henne den sedvanliga möjligheten att först finna elva karaktärsvittnen som kunde svära henne fri. 
Den 19 juli vidhöll Ragnille sina anklagelser och sade att Malin nog skulle bekänna om de behandlade henne som Ragnille.  
Vaktmästaren Hans Zandersson uppgav att han under natten funnit Malin Ruthz ligga som död, och att han misslyckats med att väcka henne vare sig han skrev åt henne, reste henne upp, höll för hennes näsa, kastade vatten på henne och slog henne med knytnäven i ryggen, och vaknat först när han tecknade korset över henne. Han uppgav också att hon hade tagit av sig handbojorna trots att de var låsta. 
Malin Ruthz uppmanades av rätten att bekänna så man slapp tortera henne, eftersom hon var gammal, men hon nekade liksom förut och sade att hon var lika oskyldig "som det barn i natt blev fött". 
Hon svarade att handbojorna lossnat medan hon sov och att hon inte visste hur. Vakterna Niels på Kalföen och Oluf Rasmussen uppgav att Malin tagit av sig dem i sömnen och att det varit omöjligt att få på dem igen. 
Malin svarade att hon inte varit medvetslös och att hon inte visste varför man kastat vatten på henne. 
Den 27 juli tog Ragnille tillbaka sin angivelse av alla personer hon utpekat som häxor med undantag för Marit Byskrifuers och Malin Ruthz, med orden "Når den blifuer tagen, upropar hon wäll flere!". 
Marit Byskrifuers angav nu sin bekännelse, och bekräftade Ragnilles angivelse av Malin Ruths. Malin nekade ännu en gång, och rätten beslutade nu att hon skulle utsättas för vattenprovet. 
Den 28 juli blev Malin Ruthz och Ingeborg Slakters dotter Malin Slakters utsatta för vattenprovet, under vilka de båda precis som de andra misslyckades genom att de "blevo på vattnet flytande som gäss".
Den 29 juli uppmanades Malin att bekänna eftersom hon misslyckades med vattenprovet. Hon upprepade då sitt nekande "som de andra gångerna med stora förpliktelser. Sade därhos att hon aldrig skulle gå till annan bekännelse".
Hon konfronterades med Marit Byskrifuers, som påminde Malin om att Malin alltid varit på häxsabbaten före henne, alltid fått den bästa platsen vid bordet där, att hon gärna skulle dö för den sanningen och att Malin varit ökänd för trolldom redan när Marit var barn. Då sade Malin: "Du lögh, frij digh sielf om du kan".
Den 6 augusti dömdes Ragnille Jens Swenses, Marit Byskrifuers och Malin Ruthz till döden. Malin beskrevs då som "den argaste och principaliste Trolldiefull" som deltagit på "Zathans gille på Biörnängen och där som en åldersmoder för de andra, företrätt det främsta rummet". 
Fallet överlämnades sedan till hovrätten. 

### Andra rättegången
Hovrättens dom i november 1669 summerades Malin Ruths fall: hon uppgavs ha angivits av Malin Byskrifwers, Ragnille Jöns Swenses och Malin på  Herrön som den främsta häxan; för att ha förvandlats sig till flera sorters djur; för att ha skapat dåligt fiske genom kopparhästar; för att ha "förrått" (begått äktenskapsbrott) och dödat sin make; för att ha deltagit i häxsabbaten på Björnängen som häxornas äldste; för att alltid ha varit ökänd för trolldom; för att ha misslyckats svära sig fri; men ha vidhållit sitt nekande. Därför beslutades om vidare undersökning. 
Malin Ruthz fortsatte att neka och sade "att hon är oskyldig och tror icke att någon har klagat på henne, emedan hon haver gjort hundrade människor gott och ingen ont".  
När hon tillfrågades hur hon kunde var oskyldig med tanke på att hon misslyckats med vattenprovet, svarade hon att hon hade flutit: 
"emedan hon är en fet kvinna. Och skulle allt folket i staden på samma sättet flyta på vattnet, där de till sådant prov ställdes".
Rätten beslutade sedan att hon skulle förhöras under tortyr. Hon torterades med handklovar, men "ehuru hårt han åtskruvade, ropade hon likväl enständigt, att hon är Guds barn; kan intet bekänna eller ljuga på sig själv".
I april 1670 utpekades Malin även av Elin i Staxäng och Iver i Staxäng under deras separata rättegång i en annan del av Bohuslän.
Hon angavs även av Gertrud Corporals som en av brudtärnorna vid Satans bröllop i Marstrand. 
Den 26 april 1670 ställdes hon inför trolldomskommissionen. Hon hotades med tortyr, men nekade allt som Gertrud hade påstått. Rätten hänsköt sedan hennes fall till hovrätten istället för att tortera henne, "Emedan men henne för sin stora ålders och skröplighets skull ej kunde mera och oftare pina låta". 
Malin Ruthz uppmanades förgäves att bekänna "helst som hon nu var så gammal och gick på gravens brädd". 
Hon konfronterades med Helga i Pilanna som såg henne i ögonen och svor en ed på att Malin intagit en av de främsta platserna på häxsabbaten, men Malin varken erkände eller svarade. 
Rätten beslöt nu att använda tortyr för att få henne att bekänna. Hur hårt hon än torterades ropade hon ändå: "Att hon är Guds barn, kan intet bekänna eller ljuga på sig själv". 
Även prästen uppmanade henne förgäves att bekänna: "Hon blev ock på tillbörligt sätt hotad och tvingad till sanningens bekännelse, dock sådant allt förgäves".
I februari 1671 meddelade rådhusrätten i Marstrand att den inte orkade befatta sig med henne längre. Rätten hade prövat tvång, tortyr och andra medel:
"Men nu är hon orörlig, alldeles döv, litet eller inte ser och fullkomligt uti barndomen fallen, så att henne inte står varken på ett eller annat sätt att uträtta".

### Efterspel
I november 1671 dömde Göta hovrätt henne att halshuggas och brännas. Avrättningen verkställdes den 27 januari 1672 tillsammans med sju andra på Sötången på Tjörn. 
De andra som avrättades var Pär Madzen från Mollesund, Ragnelle från Lösbo, Kjerstin Swen Sneckers, Helga i Pilanna, Börta Cornelius, Ingri Jutes och Börta Pärs. Sötången heter idag Sjötången, och det specifika berget där de avrättades och brändes kallas i folkmun för Bränneberget (Brännebärt på Tjörby-dialekt).
Avrättningen finns beskriven. Skrivelsen beskriver vissa av de dömdas uppträdande, men inte Malin Ruths. 
Bohuslän, som tidigare tillhört Danmark, följde fortfarande dansk lag, där tortyr var vanligt förekommande. Man använde vattenprov, viktprov och tårprov, följt av tortyr, vilket den svenska trolldomslagen formellt inte tillät. I Bohuslän uppskattas 28 personer ha avrättats, ytterligare 9 kvinnor avled i fängelse. Minst 49 anklagades, majoriteten kvinnor.